# 胡天游 (元朝)
胡天游（1288年—1368年），名乘龙，自号松竹主人，又号傲轩。湖南平江县虹桥镇人。元代诗人。清《钦定四库全书》集部有天游撰《傲轩吟稿》。在其提要中说：“谨案《傲轩吟稿》一卷。当元季之乱，隐居不仕。邑人艾科为作传，其集兵燹之余，仅存十一。传称其七岁能诗，巳具作者风力，名藉藉一世，视伯生、子昻，不输一筹。”傲轩诗，一刻于明弘治；再刻于明嘉靖；三刻于明崇祯，该版有陈际泰、杨文彩两人序。《傲轩吟稿》，分七言绝句、七言律诗、五言律诗、五言古风、七言古风、吟类、叹类、长短歌赋共八大类。其诗多苍凉悲壮，略少修饰。